# Monika Bormann
Monika Bormann (* 22. Oktober 1953 in Rottenburg am Neckar) ist eine deutsche Politikerin (CDU). Sie war vom 8. Januar 2008 bis Mai 2011 Mitglied des Landtags von Baden-Württemberg für den Wahlkreis 62 Tübingen.

## Leben
Nach dem Besuch der Realschule folgte eine Ausbildung zum gehobenen Verwaltungsdienst mit einem Studium an der Fachhochschule für öffentliche Verwaltung in Kehl. Von 1975 bis 1983 war sie in der Verwaltung der Universität Tübingen tätig. Während des anschließenden Erziehungsurlaubs war sie in der Forschungsabteilung der Universität Tübingen und bei der Stadtverwaltung Rottenburg tätig. Ab 1993 war sie im Bischöflichen Ordinariat in Rottenburg stellvertretende Abteilungsleiterin der Zentralen Verwaltung. Zwischenzeitlich befindet sie sich im Ruhestand.
Monika Bormann ist verheiratet und hat zwei Kinder.

## Politische Funktionen
1990 trat sie in die CDU ein und übernahm verschiedene parteipolitische Ämter auf lokaler und regionaler Ebene. Sie war Vorsitzende der Frauenunion Rottenburg und Mitglied des Bezirksvorstands der Frauenunion Südwürttemberg und im Kreisvorstand der Frauenunion Tübingen. Seit 2004 ist sie auch Mitglied des Tübinger Kreistags. Am 8. Januar 2008 rückte sie für Klaus Tappeser in den Landtag nach und war dort Mitglied des Innen- und des Petitionsausschusses. 2011 trat sie nicht wieder zur Landtagswahl an.

## Ehrenamtliche Funktionen
Seit dem 7. April 2019 ist Monika Bormann Vizepräsidentin des Blasmusikverband Baden-Württemberg und damit auch das erste weibliche Präsidiumsmitglied seit Bestehen des Verbandes.
In der Stadtkapelle Rottenburg a.N. ist Monika Bormann Mitglied des Beirates.